# Antipodocottus galatheae
Antipodocottus galatheae es una especie de pez perteneciente a la familia de los Cottidae.

## Hábitat
Es un pez marino, abisal y de clima templado que vive entre 388-594 m de profundidad en los taludes continentales.

## Distribución geográfica
Se encuentra en el Pacífico sur-occidental: Australia (Queensland, Nueva Gales del Sur y Tasmania) y Nueva Zelanda.

## Costumbres
Es bentónico.

## Estado de conservación
Debido a que vive a una gran profundidad, es poco probable que se vea afectado por amenazas medioambientales graves (como son, el desarrollo turístico costero y/o la contaminación de las zonas urbanas).

## Observaciones
Es inofensivo para los humanos.